# Максимилиановский доспех

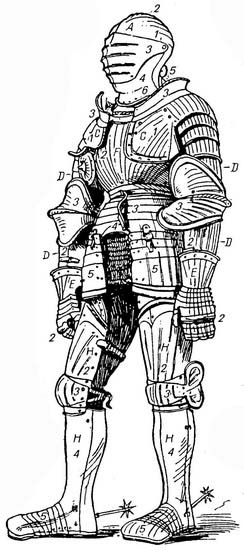
Максимилиановский доспех с забралом «гармошкой»

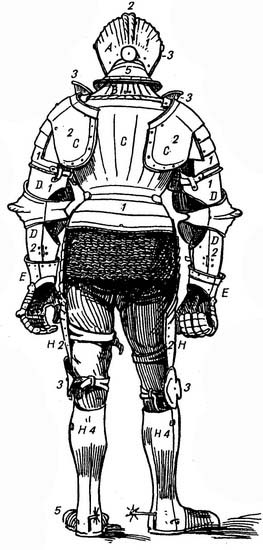

Максимилиановский доспех — германский доспех первой трети XVI века (или 1515—1525, если считать обязательным характерное рифление), названный так по имени императора Максимилиана I, а также с намёком на максимальность защиты. При этом название «максимилиановский» не означает того, что любой доспех, носившийся Максимилианом I, является максимилиановским.

## Описание

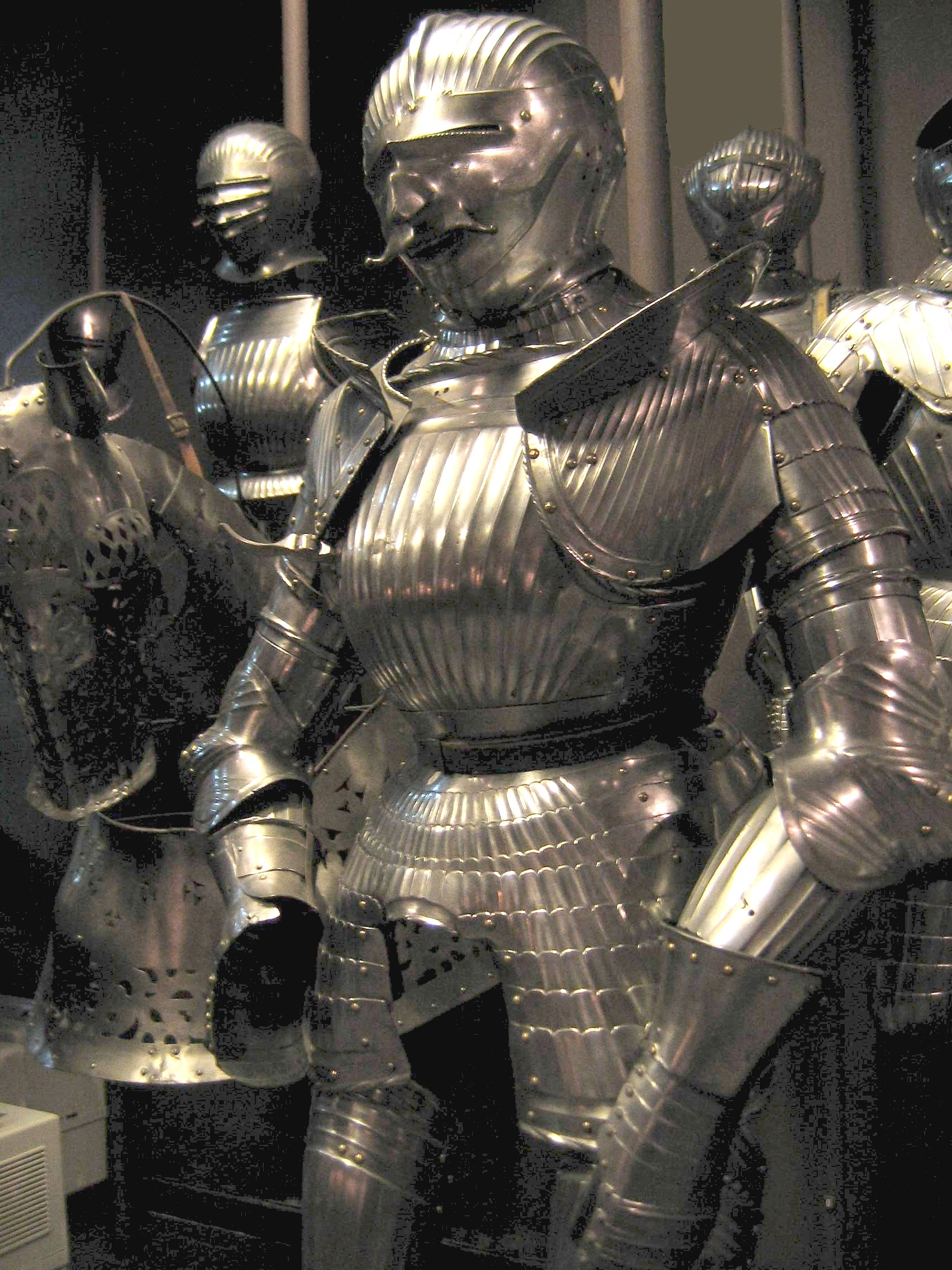
Максимилиановский доспех с гротескным забралом, на заднем плане максимилиановские доспехи с забралом гармошкой и «воробьиный клюв»

По внешнему виду максимилиановский доспех схож с итальянскими доспехами в стиле итал. alla tedesca (а-ля германский), но создан в Германии/Австрии под впечатлением итальянских доспехов, славившихся своей надёжностью и защитой (взамен пожертвованной свободы движений). При внешних очертаниях, делающих его похожим на миланский доспех (с поправкой на отличающийся изгиб кирасы), имеет конструктивные особенности, унаследованные от германского готического доспеха, такие, как обилие рёбер жёсткости (изготовленных путём гофрирования), позволяющих получить более прочную конструкцию при меньшем весе. При этом доспех, в отличие от готического, подобно миланскому, делался не из мелких, а из крупных пластин, что связано с распространением огнестрельного оружия, из-за чего пришлось жертвовать знаменитой гибкостью и свободой движений готического доспеха ради способности выдержать пулю, выпущенную с дистанции. Благодаря чему рыцаря в таком доспехе из тогдашнего ручного огнестрельного оружия можно было гарантированно поразить только стреляя в упор, при том, что необходима крайне высокая стрессоустойчивость, для того чтобы не выстрелить преждевременно в атакующего рыцаря на бронированном коне, который может затоптать и не прибегая к оружию. Также играла роль низкая точность огнестрельного оружия тех времен, и то, что стреляло оно с небольшой и, главное, практически непредсказуемой задержкой (порох на затравочной полке загорается и сгорает не мгновенно), отчего точно попасть в уязвимые места у движущегося всадника было весьма затруднительно. Помимо создания рёбер жёсткости путём гофрирования, в максимилиановских доспехах широко применялся ещё один способ создания рёбер жёсткости, при котором края доспеха выгибались наружу и заворачивались в трубочки (по краям доспехов), которым путём дополнительного гофрирования придавали форму витых верёвок, в результате чего крупные пластины получали по краям развитые рёбра жёсткости. Интересно, что у итальянских итал. alla tedesca (а-ля германский) края крупных пластин тоже выгибались наружу, но не заворачивались. В готических же доспехах вместо выгибания края пластин гофрировались и могли иметь наклёпанную позолоченную окантовку в качестве украшения.
Непосредственным предшественником максимилиановских доспехов являются доспехи в стиле Schott-Sonnenberg (по Оукшотту), имеющие многие признаки максимилиановских доспехов, и отличающиеся, прежде всего, отсутствием рифления, а также рядом других менее заметных признаков, включая отсутствие выгнутости краёв, выполненной в виде витой верёвки, как у максимилиановского доспеха.

### Рукавицы

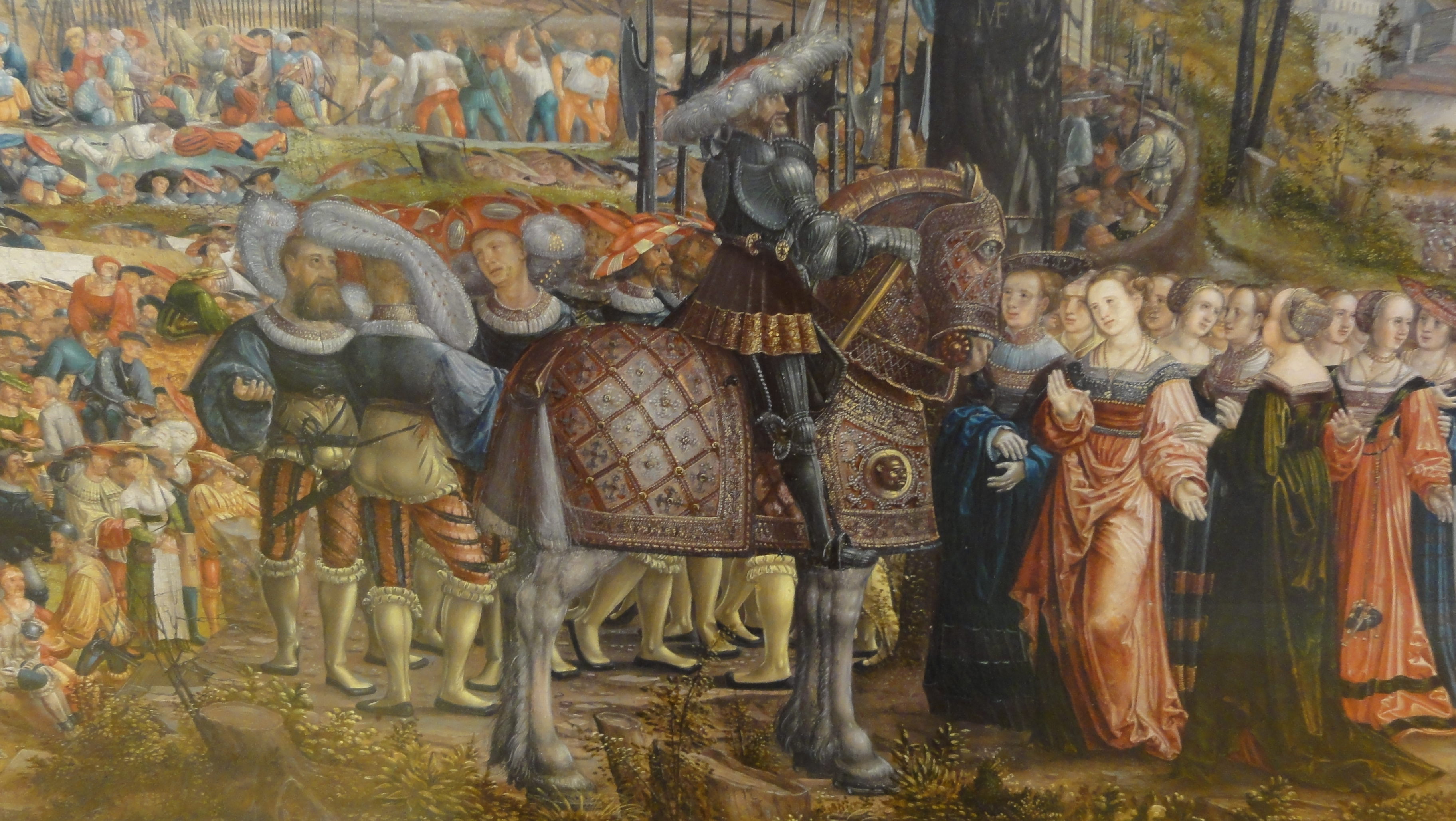
Мельхиор Фезелен. Римлянка Клелия перед царём этрусков Порсеной (1529)

Характерной особенностью максимилиановских доспехов считаются латные рукавицы, способные выдержать удар мечом по пальцам, но с распространением колесцовых пистолетов появились максимилианы с латными перчатками, позволяющими стрелять из пистолетов. При этом латные рукавицы хоть и состояли из крупных пластин, но всё же эти пластины были несколько меньше, чем в миланском доспехе, а их число больше, что обеспечивало немного большую гибкость при примерно равной надёжности. Кроме того, защита большого пальца соответствовала по конструкции защите большого пальца у готического доспеха и крепилась на специальном сложном шарнире, обеспечивающем большую подвижность большого пальца.

### Сабатоны
Другой характерной особенностью являются сабатоны (латная обувь) «Медвежьи Лапы», соответствующие модной в то время обуви с очень широкими носами, от которой пошло выражение «жить на широкую ногу». Позднее после выхода из моды эти сабатоны и обувь были прозваны «Утиными Лапами».

### Забрало
Одной из наиболее примечательных особенностей, бросающихся в глаза, является забрало, имевшее следующие формы:
- «гармошкой» (англ. bellows-visor) — ребристое забрало из горизонтальных рёбер и щелей;
- «воробьиный клюв» (англ. sparrow beak) — классическая остроносая форма забрала, имевшая широкое распространение на протяжении двух столетий — в XV—XVI века:
  - классическая конструкция с одинарным забралом;
  - конструкция, появившаяся в 20-е годы XVI века, в которой «клюв» делится на верхнее и нижнее забрало, так что можно откинуть вверх верхнее забрало («разинуть клюв»), улучшив обзор, при опущенном нижнем забрале (естественно, такое забрало встречалось лишь у поздних максимилианов);
- «обезьянье лицо» (англ. monkey-face), оно же «моськин нос» (англ. pug-nose) — имеющее ниже зрительных щелей выступающую решётку из вертикальных прутьев, похожую на радиатор;
- «гротескное» (англ. grotesque) — забрало, представляющее собой гротескную маску в виде человеческого лица или морды зверя.

### Шлем
Сам шлем имел рифление и ребро жёсткости в виде невысокого гребня. Что касается его конструкции, то имелось четыре варианта защиты нижней части лица:
- с наподбородником, откидывающимся вверх подобно забралу, и нередко закреплённого на том же шарнире, что и забрало;
- с наподбородником, который не крепился на шарнире, а просто пристёгивался спереди;
- с двумя нащёчниками, смыкающимися друг с другом у подбородка подобно дверцам (так называемый флорентийский армет);
- в котором нижняя часть шлема состояла из левой и правой половинок, откидывающихся вверх подобно бомболюку, при закрывании смыкающихся друг с другом спереди и с относительно узким назатыльником сзади;

Из всех перечисленных видов в Германии наибольшей популярностью пользовались вариант с откидывающимся наподбородником и несколько меньшей популярностью — вариант с двумя нащёчниками, в то время как в Италии были популярны варианты, в которых защита нижней части лица состояла из левой и правой частей. Кроме того, вариант с откидывающимся наподбородником не нуждался в диске, торчащем подобно гвоздю с огромной шляпкой из затылка, и предназначенным для защиты от перерубания (ударом по затылку) ремня, стягивающего вместе нижнюю часть шлема. Что любопытно, варианты, у которых защита нижней части лица состояла из левой и правой частей, в XV веке (в предыдущем по отношению к максимилиановскому доспеху) итальянцы частенько оснащали дополнительным наподбородником на ремнях.
Защита горла и шеи — горже (латное ожерелье) существовало в двух вариантах:
- Фактически состоящий из традиционных наподбородника и назатыльника. В отличие от конструкции XV века, наподбородник не закреплён жёстко на кирасе и смыкается с назатыльником, образуя сплошную латную защиту шеи, под которой находится настоящее горже; так что получалось два подвижных конуса.
- Так называемый бургундский, обеспечивающий наилучшую подвижность головы; гибкое горже, состоящее из латных колец, способное наклоняться в любую сторону, на котором закреплён свободно вращающийся шлем характерным креплением в виде двух полых колец (в виде витых верёвок), свободно скользящих одно в другом.

### Наплечники
Увеличение пластин германских доспехов, привёдшее к появлению максимилианов, сопровождалось также и увеличением размеров наплечников, в результате чего отпала необходимость обязательного наличия пары ронделей (круглых дисков для защиты подмышек). В результате чего, помимо максимилианов с традиционной парой ронделей, встречались и максимилианы лишь с правым ронделем, прикрывавшим вырез в наплечнике для копейного крюка, торчащего из кирасы, так как левый наплечник полностью прикрывал подмышку спереди. Что касается максимилианов, не имеющих ронделей, то нет единого мнения, имели ли они правый рондель (который был затем утерян) или вовсе не имели ронделей.